# Trypanaeus singularis
Trypanaeus singularis är en skalbaggsart som beskrevs av Lewis 1894. Trypanaeus singularis ingår i släktet Trypanaeus och familjen stumpbaggar. Inga underarter finns listade i Catalogue of Life.